# USS Sargo (SS-188)
USS Sargo (SS-188) là một tàu ngầm của Hải quân Hoa Kỳ, là chiếc dẫn đầu của  tàu ngầm lớp Sargo, được chế tạo ngay trước Chiến tranh Thế giới thứ hai. Nó là chiếc tàu chiến đầu tiên của Hải quân Hoa Kỳ được đặt cái tên này, theo tên loài cá tráp trắng. Nó đã phục vụ trong suốt Thế Chiến II, thực hiện tổng cộng mười hai chuyến tuần tra và đánh chìm bảy tàu Nhật Bản với tổng tải trọng 32.777 tấn. Được rút ra khỏi hoạt động trên tuyến đầu vào đầu năm 1945, nó đảm nhiệm vai trò huấn luyện cho đến khi xung đột chấm dứt, và xuất biên chế vào năm 1946. Con tàu cuối cùng bị bán để tháo dỡ vào năm 1947. Sargo được tặng thưởng tám Ngôi sao Chiến trận cùng danh hiệu Đơn vị Tuyên dương Tổng thống Philippines do thành tích phục vụ trong Thế Chiến II.

## Thiết kế và chế tạo
Đặc tính của lớp Sargo hầu như tương tự với  Lớp Salmon dẫn trước, duy trì một tốc độ 21 hải lý trên giờ (39 km/h) để hoạt động phối hợp với các thiết giáp hạm trong đội hình hạm đội. Ngoài ra, tầm hoạt động 11.000 hải lý (20.000 km) cho phép chúng tuần tra đến tận vùng biển nhà Nhật Bản. Hệ thống động lực "tổng hợp" bao gồm bốn động cơ diesel, gồm hai chiếc vận hành trực tiếp trục chân vịt và hai chiếc để chạy máy phát điện dùng cho nạp ắc quy hay tăng tốc trên mặt nước.
Lớp Sargo có chiều dài 310 foot 6 inch (94,64 m), với trọng lượng choán nước khi nổi là 1.450 tấn Anh (1.470 t) và khi lặn là 2.350 tấn Anh (2.390 t). Sargo được trang bị kiểu động cơ Hooven-Owens-Rentschler (H.O.R.) 9-xy lanh hoạt động hai chiều vốn gặp nhiều trục trặc kỹ thuật. Trong một cố gắng tạo ra công suất lớn hơn từ một động cơ nhỏ, kiểu động cơ hoạt động hai chiều tỏ ra kém tin cậy. Vào giai đoạn giữa Thế Chiến II chúng được thay thế bởi động cơ GM Cleveland Diesel 16-278A, có thể vào lượt đại tu vào đầu năm 1943.
Vũ khí trang bị chính gồm tám ống phóng ngư lôi 21 in (530 mm), gồm bốn ống trước mũi và bốn ống phía đuôi, một hải pháo 3 inch/50 caliber trên boong tàu và bốn súng máy M1919 Browning .30-caliber (7,62 mm).

### Ắc-quy Sargo
Sargo là tàu ngầm đầu tiên được lắp đặt một kiểu ắc-quy a-xít chì mới chịu đựng được hư hại trong chiến đấu, được Văn phòng Kỹ thuật thiết kế dựa trên đề xuất của Đại úy Hải quân E. E. Yeomans, hạm trưởng Sargo, gọi là kiểu ắc-quy "Sargo". Thay vì sử dụng một vỏ bọc cao su cứng duy nhất, nó áp dụng hai lớp vỏ cứng với một lớp cao su mềm ở giữa, nhằm ngăn ngừa việc rò rỉ acid sulfuric nếu lớp vỏ cao su cứng bị nứt do chấn động bởi các vụ nổ của mìn sâu gần tàu. Kiểu ắc-quy này trở thành tiêu chuẩn cho mọi lớp tàu ngầm tiếp theo, cho đến khi được thay thế bởi kiểu "Sargo II" và kiểu GUPPY trong Chương trình Công suất đẩy dưới nước lớn hơn vào cuối thập niên 1940. Ắc-quy mới có dung lượng nhỉnh hơn, với 126 cell thay vì 120 cell; và điện áp danh định cũng tăng từ 250 lên 270 volt, trở thành tiêu chuẩn ngay cả cho ắc-quy dự phòng trên những tàu ngầm hạt nhân.

### Chế tạo và nhập biên chế
Sargo được đặt lườn tại xưởng tàu của hãng Electric Boat Company ở Groton, Connecticut vào ngày 12 tháng 5, 1937. Nó được hạ thủy vào ngày 6 tháng 6, 1938, được đỡ đầu bởi bà Catherine V. Nimitz, phu nhân Đại tá Hải quân Chester W. Nimitz, sau này là Đô đốc Tổng tư lệnh Hạm đội Thái Bình Dương trong Thế Chiến II. Nó được cho nhập biên chế cùng Hải quân Hoa Kỳ vào ngày 7 tháng 2, 1939 dưới quyền chỉ huy của Hạm trưởng, Đại úy Hải quân Elmer Eugene Yeomans.

## Lịch sử hoạt động

### 1939 - 1941
Sau chuyến đi chạy thử máy dọc bờ biển phía Đông Nam Mỹ, Sargo khởi hành từ Portsmouth, New Hampshire vào tháng 7, 1939 để gia nhập Hạm đội Thái Bình Dương. Sau khi băng qua kênh đào Panama, nó đi đến San Diego, California vào giữa tháng 8, và hoạt động dọc theo vùng bờ Tây và Thái Bình Dương trong hai năm tiếp theo, bao gồm một chuyến tuần tra mô phỏng chiến tranh giữa đảo Midway và quần đảo Marshall vào mùa Thu năm 1941, kéo dài trong 40 ngày. Nó rời Trân Châu Cảng vào ngày 23 tháng 10, 1941, đi đến Manila, Philippines vào ngày 10 tháng 11, và đang ở tại đây khi Hải quân Nhật Bản bất ngờ tấn công Trân Châu Cảng vào ngày 7 tháng 12.

#### Chuyến tuần tra thứ nhất
Sang ngày hôm sau, dưới quyền chỉ huy của Thiếu tá Hải quân Tyrell D. Jacobs, Sargo lên đường cho chuyến tuần tra đầu tiên trong chiến tranh dọc bờ biển Đông Dương thuộc Pháp và khu vực Đông Ấn thuộc Hà Lan. Ngoài khơi căn cứ hải quân chủ lực vịnh Cam Ranh vào ngày 14 tháng 12, nó được tin tức tình báo vô tuyến báo trước sự hiện diện của ba tàu tuần dương đối phương, nhưng khi mục tiêu xuất hiện đã không thể đi đến vị trí phù hợp để tấn công. Đêm hôm đó, nó phóng một quả ngư lôi tấn công một tàu buôn, nhưng quả ngư lôi bị kích nổ sớm chỉ 18 giây sau khi phóng. Không tin tưởng vào độ tin cậy của ngòi nổ Mark VI, họ chuyển sang kiểu ngòi nổ tiếp xúc sau đó.
Đến ngày 24 tháng 12, Sargo phát hiện hai tàu buôn và phóng tổng cộng ba quả ngư lôi vào mục tiêu từ khoảng cách 1.000 yd (900 m), nhưng đều không trúng đích. Mất kiểm soát độ sâu, chiếc tàu ngầm trồi lên mặt nước và các mục tiêu tháo chạy. Nó phóng thêm hai quả ngư lôi phía đuôi từ khoảng cách 1.800 yd (1.600 m), nhưng tiếp tục bị trượt. Sang ngày hôm sau nó lại bắt gặp hai tàu buôn, nhưng không thể cơ động vào vị trí để tấn công. Chỉ ít lâu sau nó gặp hai tàu buôn khác và phóng hai quả ngư lôi phía đuôi vào mục tiêu phía sau từ khoảng cách chỉ có 900 yd (800 m), nhưng vẫn không trúng đích. Thất vọng với tám quả ngư lôi phóng ra với kết quả chỉ là zero, khi nhìn thấy hai tàu buôn khác một giờ sau đó, Sargo bỏ công theo dõi mục tiêu trong gần một giờ để đi vào vị trí phóng lý tưởng, điều chỉnh máy tính dữ liệu ngư lôi phù hợp chính xác trước khi phóng hai quả ngư lôi vào mỗi mục tiêu từ khoảng cách 1.000 yd (900 m), tất cả đều trượt. 
Thiếu tá Jacobs hạm trưởng phát hiện các quả ngư lôi đi quá sâu bên dưới mục tiêu, nên đã hiệu chỉnh lại, và khi Sargo phát hiện một mục tiêu lúc trời đã tối vào ngày 26 tháng 12,bị mất dấu, rồi phát hiện trở lại, nên đi đón đầu mục tiêu để có được vị trí tấn công lý tưởng. Tuy nhiên thời tiết xấu khiến mục tiêu đi mất dạng. Vài ngày sau đó, một tàu chở dầu lớn di chuyển chậm chạp tạo ra cơ hội lý tưởng cho nó. Việc tiếp cận hoàn hảo và quả ngư lôi phóng ra từ khoảng cách 1.200 yd (1.100 m) tiếp tục bị trượt. Trong nỗi bực tức cao độ, Sargo báo cáo về sở chỉ huy đặt nghi vấn về độ tin cậy của ngư lôi Mark 14 trên một kênh vô tuyến mở.

### 1942

#### Chuyến tuần tra thứ hai
Trong chuyến tuần tra thứ hai, vào ngày 20 tháng 1, 1942, Sargo hỗ trợ cho việc cứu vớt thủy thủ đoàn chiếc S-36 (SS-141) sau khi chiếc tàu ngầm bạn bị mắc cạn tại đá ngầm Taka Bakang trong eo biển Makassar. Sargo đã ở lại trên mặt biển và chuyển tiếp tín hiệu cầu cứu đến máy bay tàu hạm tàu nổi khác. Sau khi thủy thủ của S-36 được tàu buôn Hà Lan Siberotecứu vớt, Sargo hướng sang Java và đi đến Soerabaja vào ngày 25 tháng 1. Tại đây nó tháo dỡ ngư lôi mang theo (ngoại trừ số đã nạp vào ống phóng)  cùng đạn pháo 3-inch, để lấy chỗ chứa một triệu viên đạn súng trường .30-caliber đang rất cần thiết cho lực lượng Đồng Minh tại Philippines. Nó lên đường vào ngày 5 tháng 2, né tránh tuyến hàng hải thông thường, đi đến Polloc Harbor trên đảo Mindanao chín ngày sau đó. Sau khi chuyển giao số đạn dược, nó quay trở về Soerabaja với 24 chuyên viên kỹ thuật B-17 Flying Fortress của Căn cứ không quân Clark trên tàu.
Khởi hành từ Soerabaja với 31 hành khách từ Java vào ngày 25 tháng 2, Sargo hướng sang Australia. Vào ngày 4 tháng 3, khi còn cách điểm đến Fremantle, Tây Úc khoảng một ngày đường, một máy bay ném bom Không quân Hoàng gia Australia Lockheed Hudson nhận định nhầm nó là một tàu ngầm Nhật Bản nên tấn công nó trên mặt nước lúc 13 giờ 38 phút tại tọa độ 30°27′N 113°37′Đ / 30,45°N 113,617°Đ. Khi chiếc tàu ngầm lặn khẩn cấp để né tránh, hai quả bom phát nổ khi nó chìm đến độ sâu 40 ft (12 m) khiến phần đuôi tàu bị nhấc lên khỏi mặt nước. Nó mất kiểm soát và chìm đến độ sâu 300 ft (91 m), rồi nhanh chóng trồi lên khỏi mặt nước. Con tàu lại lặn xuống, và hai quả bom nữa tiếp tục được ném ra. Một quả nổ ngay bên trên tháp chỉ huy khi nó chìm xuống đến độ sâu 50 ft (15 m), làm hỏng bộ quang học của cả hai kính tiềm vọng, hư hại cửa và cửa nắp tháp chỉ huy cũng như gần hết đèn hiệu và máy đo. Con tàu bị mất điện toàn bộ trong khoảng 90 giây. Sargo phải tiếp tục ở dưới nước cho đến khi trời tối, rồi đi đến Fremantle vào ngày 5 tháng 3.

#### Chuyến tuần tra thứ ba
Giữa nỗi lo ngại về việc Nhật Bản có thể xâm chiếm Australia, Sargo, giờ đây dưới quyền chỉ huy của Thiếu tá Hải quân Richard V. Gregory, trải qua hết tháng 3 tuần tra để bảo vệ các lối tiếp cận Darwin. Tuy nhiên phía Nhật Bản đã không tấn công.

#### Chuyến tuần tra thứ tư
Sargo lên đường vào ngày 8 tháng 6 cho chuyến tuần tra thứ tư trong vịnh Thái Lan dọc bờ biển Malaya. Nó chỉ tấn công một tàu chở dầu nhỏ với ba quả ngư lôi nhưng không trúng đích, trước khi quay trở về vào ngày 2 tháng 8.

#### Chuyến tuần tra thứ năm
Trong chuyến tuần tra thứ năm từ ngày 27 tháng 8 đến ngày 25 tháng 10, Sargo hoạt động tại các khu vực biển Celebes và biển Đông. Ngoài khơi Đông Dương thuộc Pháp vào ngày 25 tháng 9, nó tấn công một tàu chở hàng với hai quả ngư lôi trúng đích, nhưng chưa đủ để đánh chìm mục tiêu. Nó phóng tiếp ba quả ngư lôi nữa, nhưng đều bị trượt, trong đó một quả chạy vòng tròn và nổ phía sau chiếc tàu ngầm, báo trước một lỗi nghiêm trọng khác của ngư lôi Mark XIV. Sargo buộc phải trồi lên mặt nước để kết liễu mục tiêu với hơn 40 phát hải pháo, và Teibo Maru (4.472 tấn) đắm lúc 15 giờ 38 phút ở vị trí 50 nmi (93 km) về phía Đông Nam mũi Dinh, tại tọa độ 10°31′B 109°31′Đ / 10,517°B 109,517°Đ.

#### Chuyến tuần tra thứ sáu

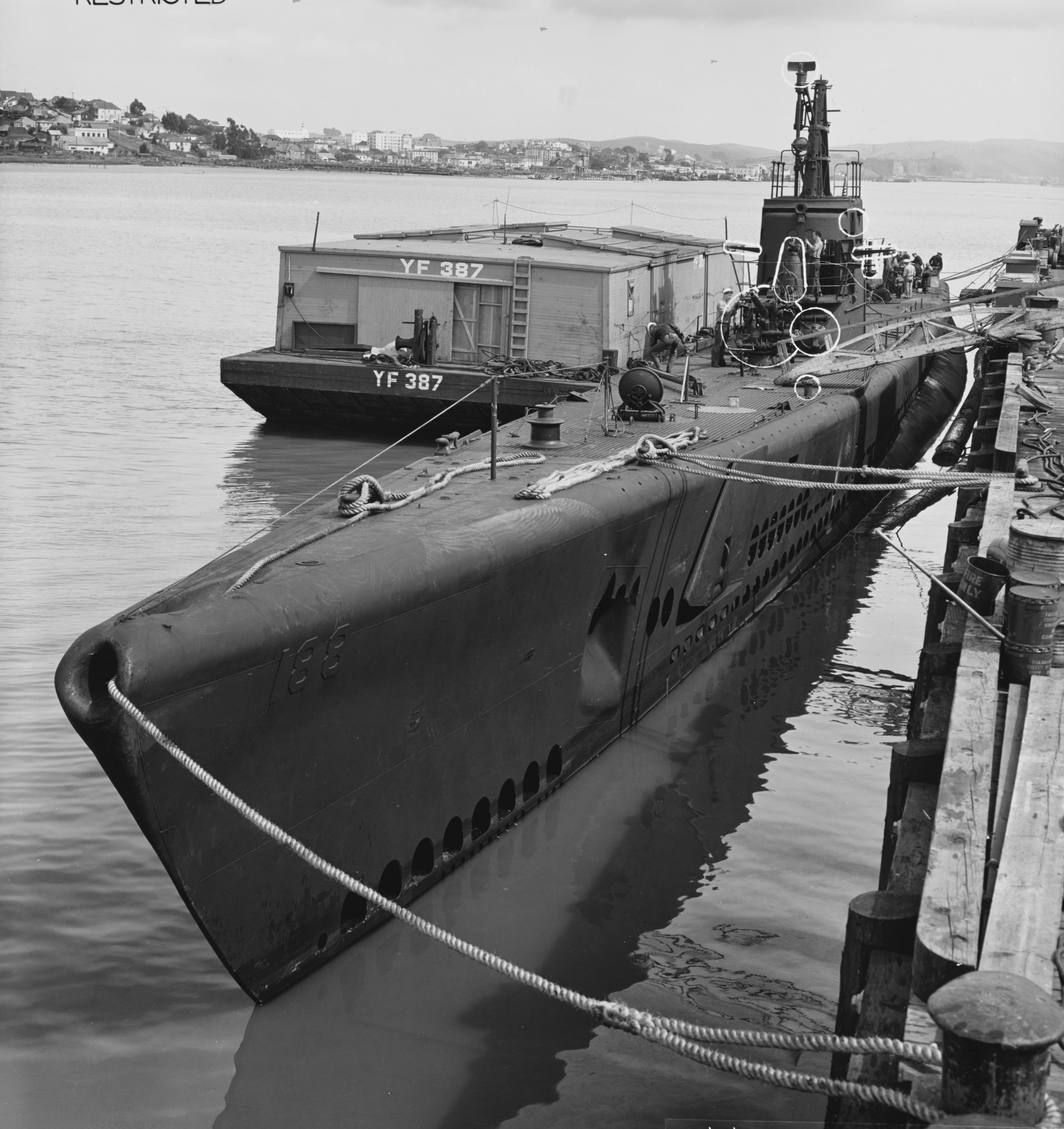
Sargo neo đậu tại Xưởng hải quân Mare Island, ngày 28 tháng 4, 1943.

Dưới quyền chỉ huy của hạm trưởng mới Edward S. Carmick, Sargo xuất phát từ Brisbane, Australia vào ngày 29 tháng 11 cho chuyến tuần tra thứ sáu để đi sang quần đảo Hawaii. Vào ngày 31 tháng 12, nó phóng một loạt bốn quả ngư lôi tấn công một tàu chở dầu đối phương ngoài khơi đảo Tingmon, nghe thấy tiếng nổ và âm thanh tàu đối phương bị ép vỡ khi đắm; tuy nhiên chiến công này đã không được xác nhận sau chiến tranh. Sau khi đi đến Trân Châu Cảng vào ngày 21 tháng 1, 1943, chiếc tàu ngầm tiếp tục hành trình đi về vùng vịnh San Francisco, nơi nó được đại tu tại Xưởng hải quân Mare Island.

### 1943

#### Chuyến tuần tra thứ bảy
Sau khi hoàn tất công việc và quay trở lại quần đảo Hawaii vào ngày 10 tháng 5, Sargo khởi hành từ Trân Châu Cảng vào ngày 27 tháng 5, 1943 cho chuyến tuần tra thứ bảy để hoạt động dọc các tuyến hàng hải giữa Truk-Guam-Saipan. Vào ngày 13 tháng 6, nó bắt gặp một đoàn ba tàu buôn được một tàu săn ngầm hộ tống và tấn công chúng vào lúc trời tối, phóng hai quả ngư lôi đánh chìm tàu chở hành khách-hàng hóa Konan Maru (5.226 tấn) ở vị trí khoảng 430 mi (690 km) về phía Đông Nam Palau, tại tọa độ 06°05′B 138°25′Đ / 6,083°B 138,417°Đ; bốn thủy thủ đã thiệt mạng cùng con tàu. Sang ngày hôm sau, nó lại phóng ngư lôi tấn công một tàu chở hàng khác, nhưng không thể đánh giá kết quả do phải lặn sâu né tránh mìn sâu phản công từ chiếc tàu săn ngầm. Sargo kết thúc chuyến tuần tra tại căn cứ Midway vào ngày 9 tháng 7.

#### Chuyến tuần tra thứ tám
Sargo xuất phát từ Midway vào ngày 1 tháng 8 cho chuyến tuần tra thứ tám, và tiếp tục hoạt động tại khu vực chung quanh Truk và quần đảo Mariana. Nó không đánh chìm được mục tiêu nào, và quay trở về Trân Châu Cảng vào ngày 15 tháng 9.

#### Chuyến tuần tra thứ chín
Trong chuyến tuần tra thứ chín kéo dài từ ngày 15 tháng 10 đến ngày 9 tháng 12, Sargo, giờ đây dưới quyền chỉ huy của hạm trưởng mới Philip W. Garnett, hoạt động tại vùng biển ngoài khơi Đài Loan và trong biển Philippine. Vào ngày 9 tháng 11, nó phóng ngư lôi đánh trúng tàu chở hàng Taga Maru (2.868 tấn) ở vị trí về phía Đông Nam Đài Loan, rồi kết liễu mục tiêu bằng hỏa lực hải pháo. Di chuyển lên phía Bắc hai ngày sau đó, nó lại phóng ngư lôi đánh chìm tàu chở hành khách Kosei Maru (3.551 tấn) ở vị trí về phía Đông Okinawa, và bắt làm tù binh chiến tranh một binh lính Nhật Bản đang bám vào một mảnh vỡ trôi dạt trên biển, là nạn nhận của một vụ đắm tàu khác. Chiếc tàu ngầm quay trở về Trân Châu Cảng vào ngày 9 tháng 12.

### 1944

#### Chuyến tuần tra thứ mười
Chuyến tuần tra thứ mười được Sargo tiến hành tại vùng biển về phía Bắc quần đảo Palau, diễn ra từ ngày 26 tháng 1 đến ngày 12 tháng 3, 1944. Cho dù được thông tin tình báo tín hiệu báo trước, chiếc tàu ngầm đã không thể đánh chặn Đô đốc Mineichi Koga, Tổng tư lệnh Hạm đội Liên hợp. Thay vào đó nó đã tung ra bốn đợt tấn công, sử dụng hết số ngư lôi mang theo đánh chìm các tàu vận tải Nichiro Maru (6.500 tấn) vào ngày 17 tháng 2 và Uchide Maru (5.300 tấn) vào ngày 29 tháng 2.

#### Chuyến tuần tra thứ mười một
Sau khi được tái trang bị tại Trân Châu Cảng, Sargo khởi hành từ đây vào ngày 7 tháng 4 cho chuyến tuần tra thứ mười một, và hoạt động dọc theo bờ biển phía Nam Kyūshū, Shikoku và Honshū. Nó phóng ngư lôi đánh chìm tàu chở hàng Wazan Maru (4.851 tấn) trong eo biển Kii ở lối tiếp cận vịnh Ōsaka vào ngày 26 tháng 4. Sau khi quay trở về Trân Châu Cảng vào ngày 26 tháng 5, chiếc tàu ngầm tiếp tục quay về vùng bờ Tây để được đại tu tại Xưởng hải quân Mare Island.

#### Chuyến tuần tra thứ mười hai
Hoàn tất công việc trong xưởng tàu, Sargo quay lại vùng biển Hawaii trong tháng 9, và lên đường vào ngày 13 tháng 10 cho chuyến tuần tra thứ mười hai để hoạt động ngoài khơi các quần đảo Bonin và Ryūkyū. Chiếc tàu ngầm chỉ gây hư hại cho hai tàu đánh các bằng hỏa lực hải pháo và súng máy trong chuyến tuần tra này.

### 1945
Đi đến đảo san hô Majuro thuộc quần đảo Marshall vào ngày 7 tháng 12, 1944, Sargo đảm nhiệm vai trò huấn luyện thủy thủ đoàn tàu ngầm tại đây cho đến ngày 13 tháng 1, 1945, khi nó đi đến đảo san hô Eniwetok. Tại đây nó phục vụ như là một mục tiêu để huấn luyện chống tàu ngầm.
Sau khi chiến tranh kết thúc, Sargo quay về Hoa Kỳ ngang qua Trân Châu Cảng, đi đến Xưởng hải quân Mare Island tại Vallejo, California vào ngày 27 tháng 8. Nó được cho xuất biên chế vào ngày 22 tháng 6, 1946, rồi rút tên khỏi danh sách Đăng bạ Hải quân vào ngày 19 tháng 7, 1946. Con tàu bị bán cho hãng Learner Company tại Oakland, California để tháo dỡ vào ngày 19 tháng 5, 1947.

## Phần thưởng
Sargo được tặng thưởng tám Ngôi sao Chiến trận cùng danh hiệu Đơn vị Tuyên dương Tổng thống Philippines do thành tích phục vụ trong Thế Chiến II. Nó được ghi công đã đánh chìm bảy tàu Nhật Bản với tổng tải trọng 32.777 tấn.
|                                                       |  |  |
| Silver star · Bronze star · Bronze star · Bronze star |  |  |

| Dãi băng Hoạt động Tác chiến                                            | Dãi băng Hoạt động Tác chiến         | Huân chương Chiến dịch Hoa Kỳ        | Huân chương Chiến dịch Hoa Kỳ             |
| Huân chương Chiến dịch Châu Á-Thái Bình Dương với 8 Ngôi sao Chiến trận | Huân chương Chiến thắng Thế Chiến II | Huân chương Chiến thắng Thế Chiến II | Đơn vị Tuyên Dương Tổng thống Philippines |